# Helsingborgs Spritförädlings AB
Helsingborgs Spritförädlings AB i folkligt tal Spritan var en fabrik för bränning och förädling av spritdrycker i Ödåkra i Skåne.

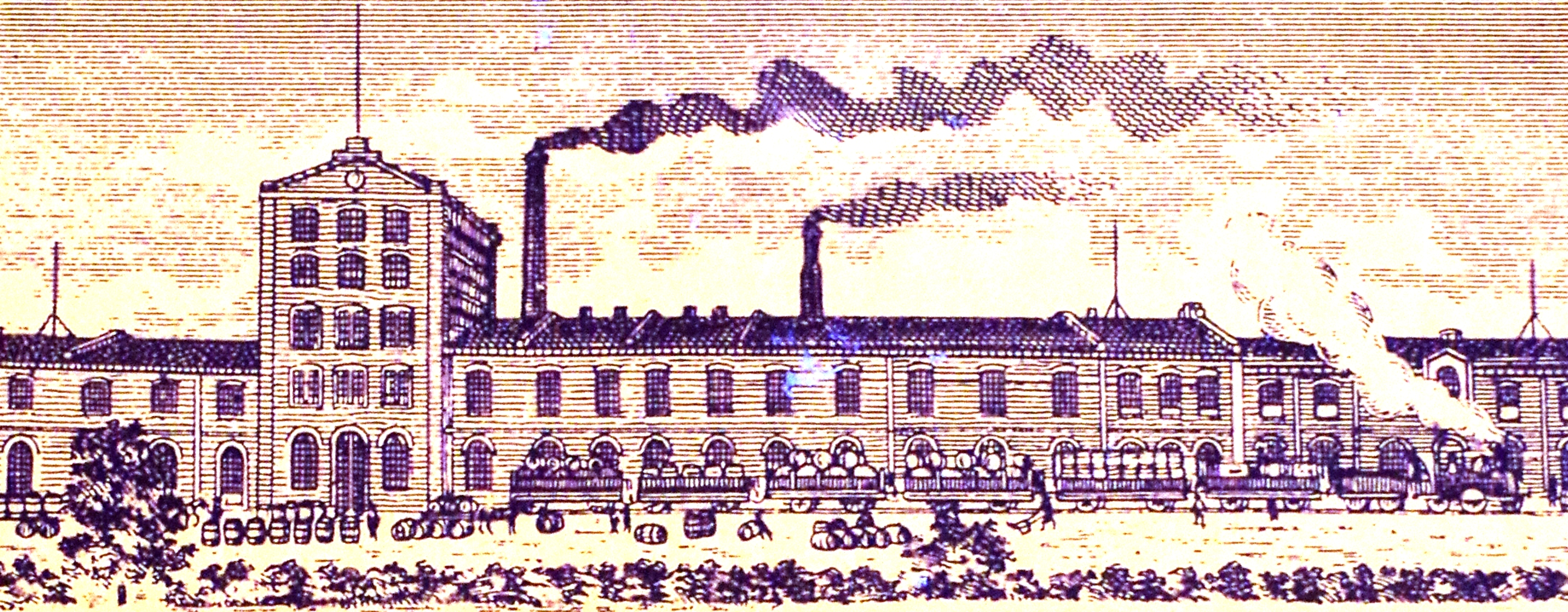
Ödåkra spritfabrik före 1917.

Fabriken anlades år 1896 på initiativ av grosshandlaren Johan Isac Nelson från Helsingborg för att förädla rotfrukter, säd och melass till brännvin. Spritproduktion  var ett sätt att omvandla skrymmande grödor med relativt kort hållbarhet till en dyrare produkt som tålde lagring och transport. Vid förra sekelskiftet fanns ett trettiotal liknande fabriker i Sverige som tillverkade sina egna kryddade och okryddade specialmärken. År 1900 tillverkades 90 % av all svensk sprit i Skåne.
Spritfabriken i Ödåkra tillverkade och renade råsprit och förädlade den till bland annat Ödåkra Taffel Aquavit. Den ritades av arkitekt Ola Anderson från Helsingborg och började produktionen år 1897 och reningen året efter.
År 1917 tvångsinlöstes fabriken av AB Vin- & Spritcentralen som lade ned destillationen men fortsatta att tillverka taffelakvavit till nedläggningen år 1977. Under Vin & Sprits ledning   producerades huvudsakligen härtappade viner och likörer som buteljerades i returflaskor efter att ha skeppats till Sverige i stora rostfria tankar. Transporterna  underlättades av att fabriken låg intill Västkustbanan. Ett stickspår byggdes till fabriken och mellan några av byggnaderna för att underlätta lastning och lossning. Som mest hade fabriken 125 anställda.
Efter nedläggningen användes fabrikslokalerna huvudsakligen som lager, men numera har fabriken omvandlats till en träffpunkt med bland annat en 1 400 kvadratmeter stor konsthall.